# Uroplectes triangulifer
Uroplectes triangulifer é uma espécie de escorpião, da família Buthidae.